# Lungro
Lungro (em arbëreshë Ungra) é uma comuna italiana da região da Calábria, província de Cosenza, com cerca de 3.146 habitantes. Estende-se por uma área de 35 km², tendo uma densidade populacional de 90 hab/km². Faz fronteira com Acquaformosa, Altomonte, Firmo, Orsomarso, San Donato di Ninea, Saracena.

## Demografia
| Variação demográfica do município entre 1861 e 2011                               |
|                                                                                   |
| Fonte: Istituto Nazionale di Statistica (ISTAT) - Elaboração gráfica da Wikipedia |